# دانشکده پزشکی اراک
دانشکده پزشکی دانشگاه علوم پزشکی اراک یکی از دانشکده‌های پزشکی ایران وابسته به دانشگاه علوم پزشکی اراک در اراک است. این دانشکده در سال ۱۳۶۵ بنیانگذاری شد و دارای ۵ بیمارستان آموزشی است.

## تاریخچه
دانشکده پزشکی اراک در سال ۱۳۶۵ بنیانگذاری شد. هم‌اکنون ریاست این دانشکده را دکتر رامین پرویزراد برعهده دارد.